# Dan Glickman

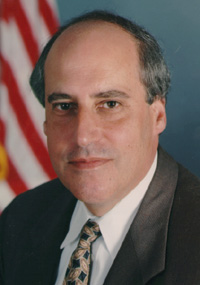
Dan Glickman

Daniel Robert „Dan“ Glickman (* 24. November 1944 in Wichita, Kansas) ist ein US-amerikanischer Politiker (Demokratische Partei). Zwischen 1977 und 1995 vertrat er den vierten Wahlbezirk des Bundesstaates Kansas im US-Repräsentantenhaus; von 1995 bis 2001 war er Landwirtschaftsminister der Vereinigten Staaten.

## Werdegang
Dan Glickman entstammt einer Familie, die von 1915 bis 2002 eine erfolgreiche Metallverarbeitungsfirma betrieb, wozu die Verschrottung von alten Autos gehörte. Er besuchte bis 1962 die South East High School in Wichita und studierte anschließend an der University of Michigan in Ann Arbor. Nach einem Jurastudium an der George Washington University und seiner im Jahr 1969 erfolgten Zulassung als Rechtsanwalt war er von 1969 bis 1970 zunächst Staatsanwalt für die United States Securities and Exchange Commission tätig, eine Bundesbehörde, die für die Kontrolle des Wertpapierhandels in den Vereinigten Staaten zuständig ist. Danach war er Rechtsanwalt in einer Gemeinschaftskanzlei. Zwischen 1973 und 1976 war er auch Mitglied des Schulrats der Stadt Wichita.
Bei den Kongresswahlen des Jahres 1976 wurde Glickman im vierten Distrikt von Kansas in das US-Repräsentantenhaus in Washington, D.C. gewählt. Dort trat er am 3. Januar 1977 die Nachfolge des Republikaners Garner E. Shriver an. Nach achtmaliger Wiederwahl konnte er bis zum 3. Januar 1995 im Kongress verbleiben. Im Jahr 1986 gehörte er zu den Anklägern im Amtsenthebungsverfahren gegen den Bundesrichter für den Bezirk des Staates Nevada, Harry E. Claiborne. Von 1993 bis 1995 war Glickman Vorsitzender des Geheimdienstausschusses. Bei der Wahl 1994 unterlag er dem Republikaner Todd Tiahrt. Seine Niederlage war teilweise auf eine Neuordnung der Wahlkreise in Kansas zurückzuführen („redistricting“), die sich für die Demokraten negativ auswirkte.
Nach seinem Ausscheiden aus dem Kongress am 3. Januar 1995 wurde Glickman von Präsident Bill Clinton als Nachfolger von Landwirtschaftsminister Mike Espy in dessen Kabinett berufen. Dieses Amt bekleidete er bis zum Ende von Clintons Regierungszeit am 20. Januar 2001.
Zwischen 2002 und 2004 war Glickman Direktor der politikwissenschaftlichen Fakultät der Harvard University (Institute of Politics at Harvard University). Von 2004 bis 2010 war er als Nachfolger von Jack Valenti Vorsitzender der Motion Picture Association of America, einer Non-Profit-Organisation, die sich für die Interessen der amerikanischen Filmindustrie einsetzt.